# St Brendan’s Chapel (Skipness)
Die St Brendan’s Chapel, auch Kilbrannan Chapel oder Skipness Chapel, ist eine Kirchenruine im Nordosten der schottischen Halbinsel Kintyre. Sie liegt in der Nähe der kleinen Ortschaft Skipness nahe dem Kap Skipness Point am Kilbrannan-Sund. Die Kirche war dem Heiligen Brendan geweiht. Sie gilt heute als eines der besterhaltenen mittelalterlichen Kirchengebäude in Argyll and Bute.

## Geschichte

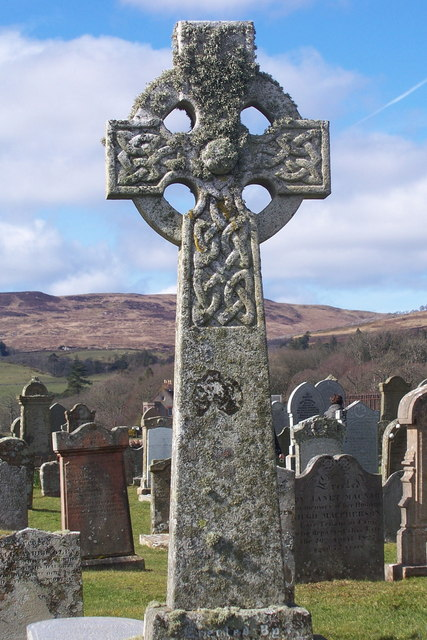
Keltenkreuz auf dem zugehörigen Friedhof

Der exakte Bautermin der Kirche ist nicht überliefert, sie kann jedoch auf das späte 13. oder frühe 14. Jahrhundert datiert werden. Sie ersetzte dabei die ältere St Columba’s Chapel, deren Reste später beim Bau von Skipness Castle verwendet wurden. Mindestens bis zum Jahr 1692 war die Kirche in Benutzung und wurde wahrscheinlich im Laufe des 18. Jahrhunderts aufgegeben. Eventuell stand die Aufgabe im Zusammenhang mit dem Kirchenneubau im etwa vier Kilometer südwestlich gelegenen Claonaig.

## Friedhof
Innerhalb der Ruine befinden sich fünf mittelalterliche Grabplatten. Auf dem südlich und östlich der Kirche gelegenen Friedhof sind neben mittelalterlichen Grabstätten mehrere jüngere Kreuzplatten erhalten. Der Friedhof ist von einer Steinmauer umfriedet. Im Rahmen einer archäologischen Untersuchung wurden im Nordosten ausgehobene Gräben entdeckt, welche auf eine geplante Erweiterung des Friedhofs hindeuten, die dann jedoch nicht mehr vorgenommen wurde. Nahe der Kirchenmauer wurden zwei Gräber gefunden, die aus einer früheren Zeit als die Kirchenmauer stammen. Ein Teil des Friedhofs war als Grabstätte des lokalen Zweiges des Clans Campbell reserviert, deren Gräber teilweise aufwändig gestaltet sind.